# Kim Hyung-jun
Kim Hyung-jun (hangeul: 김형준; Seul, 3 agosto 1987) è un cantante e attore sudcoreano.
È membro della boy band SS501 dal 2005. Nel 2010 è passato dalla DSP Media alla S-Plus Entertainment, debuttando come solista nel marzo 2011 con l'album My Girl.

## Discografia

### Discografia coreana
Mini album/Singoli
- 2011 - My Girl
- 2012 - Escape
- 2013 - Always Love You
- 2014 - Better

### Discografia giapponese
EP/Singoli
- 2011 - Long Night